# Europa (ONG)
Europa (Entretiens universitaires réguliers pour l'administration en Europe) est une organisation non gouvernementale internationale française active à l'échelle européenne, dont la mission principale est l'organisation de réflexions et d'études universitaires comparatives sur le fonctionnement de l'administration publique dans les différents pays européens (design des politiques publiques, réformes de l'administration territoriale, perspectives pour l'emploi public, les services publics et les finances publiques...). Europa rassemble des universitaires et des professionnels de l'administration publique issus de nombreux pays d'Europe.
Fondée le 22 février 1995, Europa est détentrice du statut participatif au sein de la Conférence des organisations internationales non gouvernementales du Conseil de l'Europe. Son siège se situe à Limoges (Haute-Vienne).

## Missions
L'ONG Europa s'est donné pour missions et objets d'études les neuf chantiers suivants :
- la réorganisation administrative et territoriale des États en Europe ;
- le renforcement de la démocratie locale au travers du développement de procédés de participation des citoyens à la vie publique
- la reconnaissance et la refondation des services publics en Europe
- le rôle des services publics en matière de cohésion sociale et territoriale
- la modernisation des administrations publiques et du management public en Europe
- l'évolution des régimes juridiques des agents publics et leur mobilité en Europe
- la protection sociale des citoyens et des agents publics en Europe
- la participation des citoyens européens à la gestion des services collectifs
- l'approche comparée des systèmes de finances locales en Europe.

Ces missions sont portées par les membres du réseau pluridisciplinaire de l'ONG. Une attention toute particulière a été portée par l'ONG dès sa création à l'égard des pays d'Europe centrale et orientale et au service de la reconstruction et de la modernisation de leurs appareils administratifs.

## Fonctionnement

### Expertise et missions de terrain
Au titre de son statut participatif au Conseil de l'Europe, l'ONG Europa collabore avec les différentes instances du Conseil (Assemblée parlementaire, Congrès des pouvoirs locaux et régionaux) auxquelles elle apporte son expertise, et a été missionnée à plusieurs reprises pour des travaux d'assistance législative et juridique dans certains pays européens. Europa peut compter sur un réseau d'experts partenaires dans l'ensemble des pays membres de l'Union européenne.

### Formation et recherche
Europa poursuit un travail de formation sur les enjeux liés à l'administration publique en Europe auprès des publics scolaires et étudiants du territoire de son siège social (ancienne région Limousin) mais aussi à l'échelle nationale, en intervenant notamment auprès des élèves de l'Institut national des études territoriales de Strasbourg et de l'Institut national spécialisé d'études territoriales de Nancy.
En outre, le réseau Europa poursuit un objectif de mise en réseau des acteurs de la recherche universitaire engagés sur les thématiques européennes, en soutenant leur intégration à son réseau d'experts et en incitant les travaux académiques et les échanges d'étudiants et de professeurs entre universités européennes.

### Colloques et publications
Europa organise chaque année depuis 1997 des colloques internationaux à Limoges. Chacun aborde une thématique qui croise plusieurs champs disciplinaires et enjeux qui se posent aux politiques publiques en Europe.
- 1997 : L'avenir des missions de service public en Europe
- 1998 : La cohésion territoriale et les services publics en Europe : Interprétation et portée de l’article 7D du traité d’Amsterdam
- 1999 : La retraite des agents publics en Europe : état des lieux, problématique et devenir
- 2000 : Regards d’Europe sur l’éthique et la responsabilité des décideurs publics
- 2001 : Entités territoriales, gouvernance et démocratie électronique en Europe
- 2002 : La qualité : une exigence pour l’action publique en Europe ?
- 2003 : L'autonomie des collectivités territoriales en Europe : une source potentielle de conflits ?
- 2004 : L'emploi public en Europe : une ambition pour demain
- 2005 : Services publics et religions : les nouvelles frontières de l’action publique en Europe
- 2006 : Services publics, concurrence, régulation : le grand bouleversement en Europe ?
- 2007 : La formation en Europe : entre performance et concurrence
- 2008 : La sécurité intérieure en Europe entre protection des citoyens et frénésie sécuritaire ?
- 2009 : Culture et politiques publiques culturelles en Europe : quelles valeurs à préserver en temps de crise ?
- 2010 : Les politiques publiques de santé en Europe : peut-on concilier contraintes financières et qualité des soins ?
- 2011 : Existe-t-il un modèle européen d’administration locale ?
- 2012 : Quel avenir pour le modèle politique européen ? (en présence de l'ancien président du Parlement européen José María Gil-Robles[8].)
- 2013 : La transparence de la décision publique en Europe : faire du citoyen un acteur ou restaurer la confiance ?
- 2014 : La concurrence non faussée au sein de l'Union : peut-on évoluer vers une concurrence équitable en Europe ?
- 2015 : Les services postaux en Europe : diversification des missions et proximité territoriale
- 2016 : Défis et enjeux de la silver économie en Europe : quelles politiques publiques pour quels objectifs ?
- 2017 : Quelle(s) politique(s) de l’énergie en Europe pour quel modèle de société ?
- 2018 : Transports et mobilité en Europe : innover pour rapprocher les territoires
- 2019 : Les politiques agricoles et de développement rural en Europe : pour une agriculture au service de l'attractivité des territoires ?
- 2020 : Les politiques publiques de l'eau en Europe : entre fragmentation et intégration
- 2021 : Les politiques des collectivités territoriales en Europe pour le développement économique de leurs territoires
- 2022 : Les politiques publiques du tourisme en Europe : transition touristique ou tourisme de transition ?
- 2023 : Les politiques publiques du sport en Europe : faire gagner les territoires et porter les valeurs

Europa participe en outre à d'autres colloques organisés par divers acteurs engagés sur la scène européenne.
Europa signe également des publications régulières dans lesquelles elle rend compte de ses travaux, notamment la Revue Européenne de l’Action Publique, qu'elle porte avec le Centre national de la fonction publique territoriale, avec qui elle a signé en 2014 une convention de partenariat devant notamment favoriser la formation des fonctionnaires territoriaux aux enjeux européens.